# اوگوستو سزار ساندینو

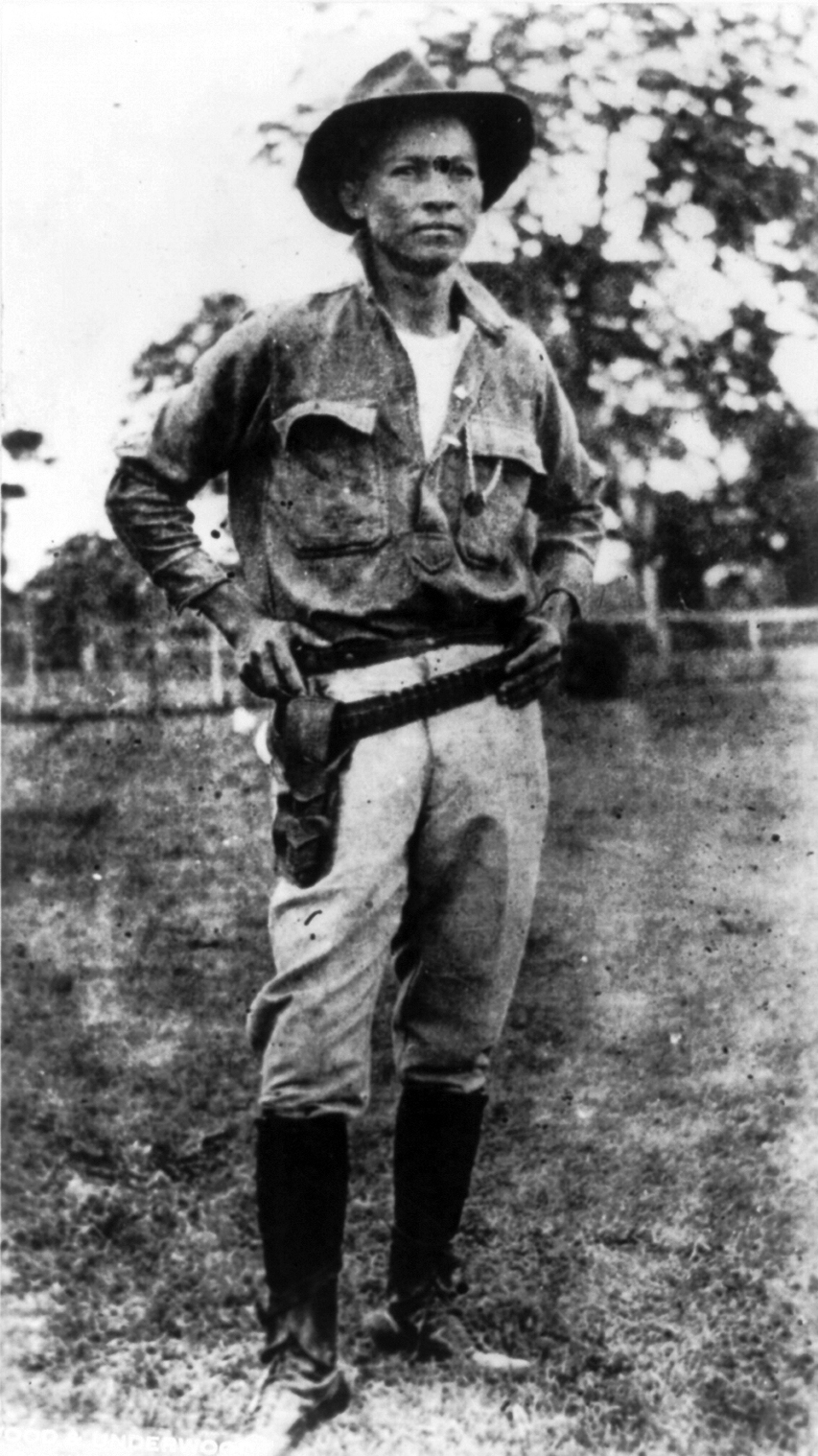

اوگوستو سزار ساندینو (به انگلیسی: Augusto César Sandino) ‏ (۱۸ مه ۱۸۹۵–۲۱ فوریه ۱۹۳۴) «سرخ‌پوست بزرگ‌مرد» در خانواده‌ای مرفه و زمین‌دار پرورش یافت و مدت‌ها در شرکت‌های آمریکایی کار کرده بود. وی ارتشی به نام «ارتش دفاع از حاکمیت ملی نیکاراگوئه» فراهم ساخت. وی را زاپاتای آمریکای مرکزی نام نهاده‌اند.
ساندینو ارتشی شورشی به راه انداخت و تا ۱۹۳۳ با عملیات چریکی علیه حضور آمریکا مبارزه کرد. این عملیات ساندینو را به سمبل وطن‌پرستی برای نیکاراگوا و سایر مخالفین مداخلات آمریکا تبدیل کرد.
ساندینو بلافاصله با پایان دادن به شورش با دولت ساکاسا قرارداد متارکه جنگ را امضا کرد. تنش بین گارد ملی و ساندینو ادامه یافت و سرانجام در سال ۱۹۳۴ ساندینو توسط افسران گارد ملی به قتل رسید. ساندینو به قهرمان بسیاری از مردم نیکاراگوئه تبدیل شد، و نام او بیش از ۴۰ سال پس از قتلش در تلاش‌های انقلابی برای سرنگونی دولت و تغییر بنیادی جامعه نیکاراگوئه، توسط ساندنیست‌ها به نشانه انقلاب تبدیل گردید.